# 還来神社
還来神社（もどろぎじんじゃ）は、滋賀県大津市伊香立途中町にある神社である。

## 祭神
- 藤原旅子霊

旅行安全、家内安全の神徳を有す。

## 神紋
- 下り藤

## 歴史
創祀年代不詳。

## 祭事
- 5月6日　例祭

## 境内社
- 日吉神社
- 若宮神社
- 下司神社